# 복사 방지
복사 방지(複寫 防止), 복제 방지(複製 防止)는 소프트웨어, 영상물, 음악 등의 무형 자산을 복사하는 것을 방지하는 기술을 의미한다. 복사 방지는 일반적으로 저작권이 있는 자료를 허가 없이 복제하는 것을 막기 위해 사용한다.

## 용어

### 영문 표기
리처드 스톨만과 같은 비평가들은 복사 보호(copy protection)라는 용어의 사용을 비판한 바 있다. 그는 사용자 측면에서가 아니라, 복사 제한 기술을 호의적으로 바라보는 제품 출판업체들 측면에서 대중을 뒤흔드는 경향이 있다고 언급하였다. 따라서 그는 복사 방지(copy prevention), 복사 제어(copy control)라는 용어를 사용하는 것이 더 중립적이라고 언급하였다.

### 디지털 권리 관리와의 혼동
이 용어는 디지털 권리 관리의 개념과 관련이 있을 수도 있고 헷갈리기도 한다. 디지털 권리 관리는 복사 제한을 포함한 모든 종류의 작품 관리를 포함하기에 더 보편적인 용어라고 할 수 있다. 그러나 복사 방지는 디지털이 아닌 것들까지 포함할 수 있다.

## 기술적인 도전
기술적인 관점에서 보면, 매체 기록 장치가 비어있는 매체에 기록할 수 있을 경우, 구입한 매체의 복사본을 사용자가 절대 만들지 못하도록 하는 것은 이론적으로 불가능해 보인다. 기술적으로 기본적인 사실은 모든 종류의 미디어는 "플레이어"(CD/DVD 플레이어, 비디오테입 플레이어, 컴퓨터, 게임기)를 요구한다는 것이다. 플레이어는 인간에게 보여 줄 수 있도록 매체를 읽어들일 수 있어야 한다. 논리적으로 다시 말해, 플레이어는 먼저 매체를 읽어들인 다음, 읽어들인 복사본을 정확하게 똑같은 형태의 매체로 기록해서, 하드 디스크의 파일과 같은 어떠한 형식으로 옮긴다. 다른 디스크로 옮기는 경우에는 복사 방지가 된 디스크의 복사물을 만드는 결과를 낳는다.
적어도 상호작용을 하지 않는 작품의 디지털 복사 보호는 아날로그 허점에 종속되어 있다. 어떠한 디지털 제한이 있다고 해도, 음악은 인간의 귀를 통해 들을 수 있기에 적어도 마이크로폰이나 녹음기 등을 이용하여 이러한 것을 녹취할 수 있다. 영화의 경우 인간의 눈으로 볼 수 있기에, 비디오 카메라나 녹화 장치를 통해 녹취할 수 있다. 현실적으로 거의 완전한 복사본은 아날로그 출력의 플레이어(이를테면 스피커 출력, 헤드폰 잭)로 테이프를 녹화함으로써 만들 수 있고, 보호되지 않는 디지털 형태로 다시 기록되면 복제는 어떻게든 가능하다. 문자열 기반의 콘텐츠를 복사하는 것도 똑같은 원칙을 적용 받는다. 인쇄나 표시가 가능한 콘텐츠라면, 광학 문자 인식을 수행하거나 스캔을 할 수 있다. 기본 소프트웨어를 사용하여 약간의 인내심만 가진다면, 컴퓨터를 어느 정도 할 줄 아는 사용자는 이러한 기술을 사용할 수 있다.
이러한 기본적인 기술적인 사실이 존재하므로 시간과 자원만 주어진다면 개인이 어떠한 매체를 복사하는 것이 가능하다. 매체 공급업체는 이 사실을 알고 있으며, 복사 보호는 허가되지 않은 대량 생산을 막는 것을 목적으로 한 것은 아니며 우연한 복사를 막기 위한 것이라고 봐야 옳다.

## 같이 보기
- 알코올 120%
- 세이프디스크
- 스타포스
- 시큐롬
- 데몬 툴스
- 신뢰 컴퓨팅